# Palazzo Laviano

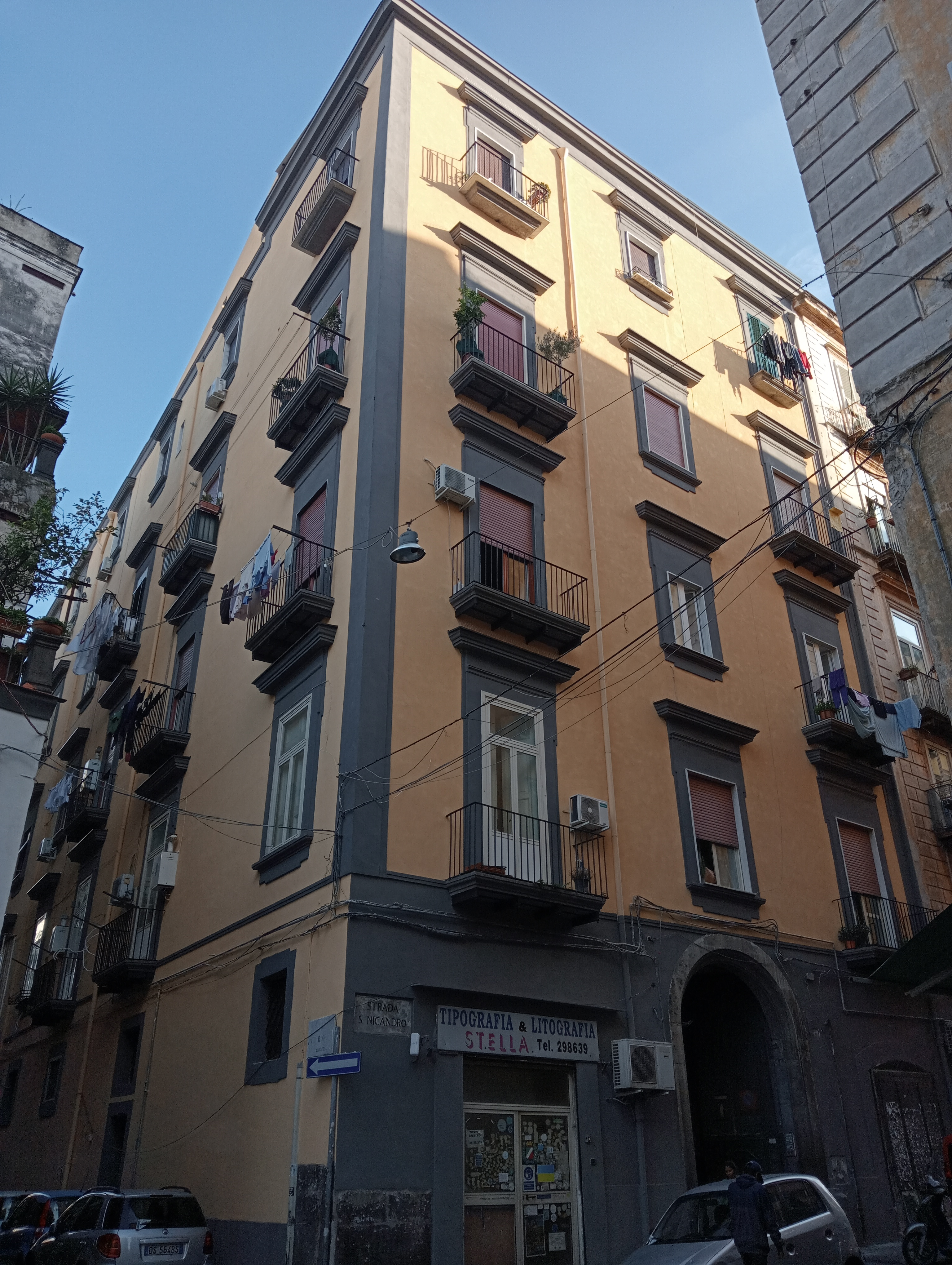
Palazzo Laviano in Neapel: Fassaden

Der Palazzo Laviano ist ein Palast aus dem 17. Jahrhundert im Viertel Stella in Neapel in der italienischen Region Kampanien. Er liegt in der Via Sannicandro, 11.

## Geschichte
Wie alle Gebäude in den heutigen Straßen Via Sannicandro und Via Antonio Villari wurde dieser Palast in den ersten Jahrzehnten des 17. Jahrhunderts errichtet. Sicherlich wurde er im darauf folgenden Jahrhundert radikal renoviert, wie die wertvolle, offene Treppe mit einem Korbbogen pro Stockwerk mit Pilastern in Form von Leuchtern an der Rückseite des Innenhofes in Achse mit dem Eingang bezeugt.
Der Name des Palastes ist der Tatsache geschuldet, dass er im provisorischen Kataster aus dem Jahre 1814, das Joachim Murat veranlasst hatte, als Eigentum der Familie Laviano, Markgrafen von Tito, eingetragen ist.
Heute ist der Palast ein privates Mietshaus, dessen Fassaden in den Jahren 2021 und 2022 restauriert wurden. Der Innenhof und die offene Treppe dagegen befinden sich noch in einem Stadium fortgeschrittenen Verfalls.

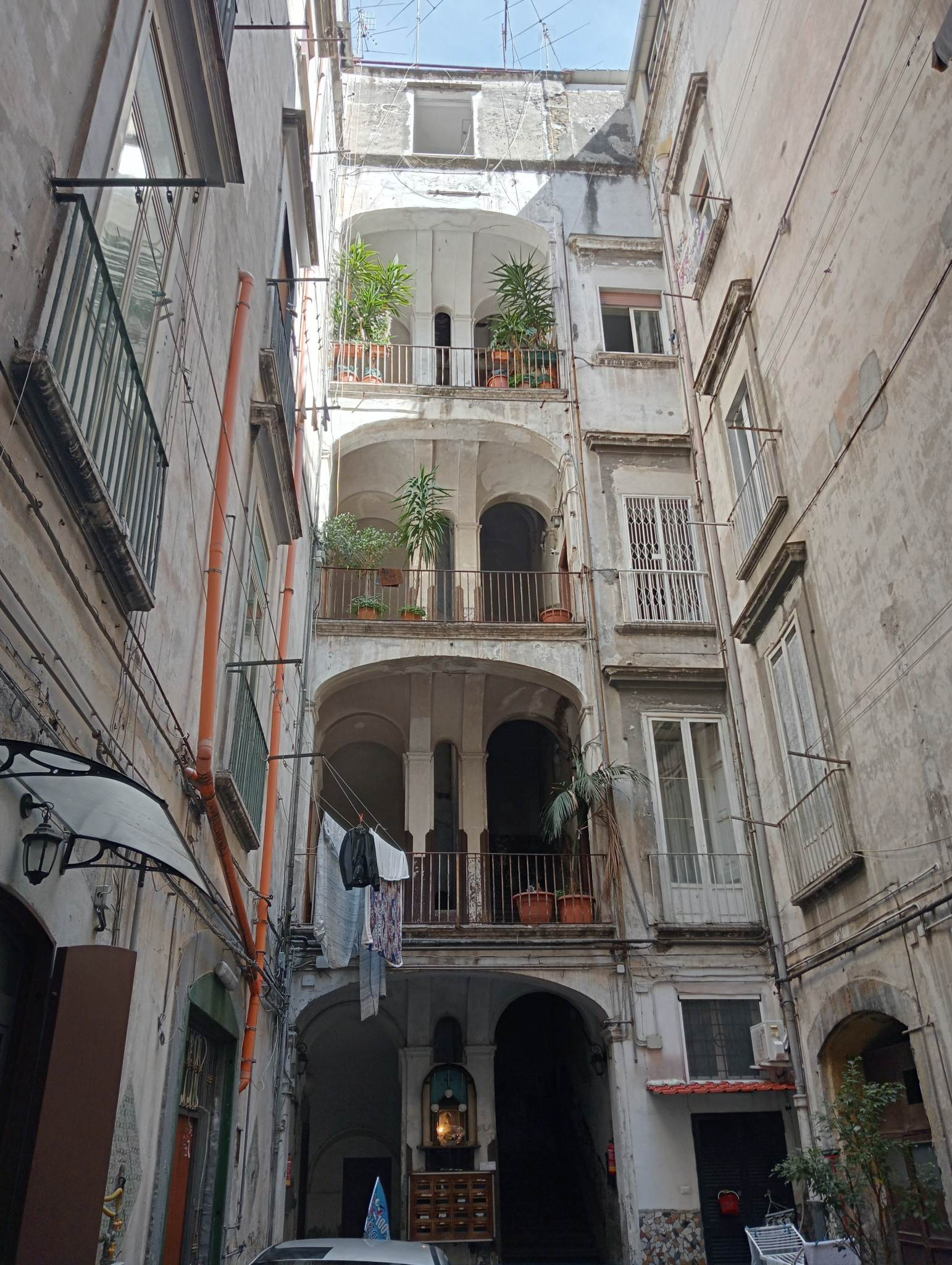
Die offene Treppe des Palastes im Zustand fortgeschrittenen Verfalls